# Zimni
Zimni (biał. Зімні; ros. Зимний, Zimnij) – osiedle na Białorusi, w obwodzie homelskim, w rejonie homelskim, w sielsowiecie Markawiczy, w pobliżu granicy z Ukrainą.